# Kanoistika na Letních olympijských hrách 2000
Závody v kanoistice se na Letních olympijských her 2000 v Sydney uskutečnily ve dnech 17.–20. září 2000 na kanále Penrith Whitewater Stadium (vodní slalom) a 26. září – 1. října 2000 na kanále Sydney International Regatta Centre (rychlostní kanoistika). Celkem 348 závodníků startovalo v 16 disciplínách (12 pro muže, 4 pro ženy).

## Medailové pořadí zemí
| Pořadí | Země                 | Zlato | Stříbro | Bronz | Celkově |
| ------ | -------------------- | ----- | ------- | ----- | ------- |
| 1.     | Maďarsko (HUN)       | 4     | 2       | 1     | 7       |
| 2.     | Německo (GER)        | 4     | 1       | 3     | 8       |
| 3.     | Itálie (ITA)         | 2     | 0       | 1     | 3       |
| 4.     | Norsko (NOR)         | 2     | 0       | 0     | 2       |
| 5.     | Francie (FRA)        | 1     | 1       | 1     | 3       |
| 5.     | Slovensko (SVK)      | 1     | 1       | 1     | 3       |
| 7.     | Rumunsko (ROU)       | 1     | 0       | 2     | 3       |
| 8.     | Česko (CZE)          | 1     | 0       | 1     | 2       |
| 9.     | Polsko (POL)         | 0     | 2       | 2     | 4       |
| 10.    | Bulharsko (BUL)      | 0     | 2       | 0     | 2       |
| 10.    | Kuba (CUB)           | 0     | 2       | 0     | 2       |
| 12.    | Austrálie (AUS)      | 0     | 1       | 1     | 2       |
| 12.    | Kanada (CAN)         | 0     | 1       | 1     | 2       |
| 12.    | Velká Británie (GBR) | 0     | 1       | 1     | 2       |
| 15.    | Švédsko (SWE)        | 0     | 1       | 0     | 1       |
| 15.    | Rusko (RUS)          | 0     | 1       | 0     | 1       |
| 17.    | Izrael (ISR)         | 0     | 0       | 1     | 1       |
| Celkem | Celkem               | 16    | 16      | 16    | 48      |

## Medailisté

### Vodní slalom

#### Muži
| Kategorie | Zlato                                                     | Výkon  | Stříbro                                                   | Výkon  | Bronz                                   | Výkon  |
| --------- | --------------------------------------------------------- | ------ | --------------------------------------------------------- | ------ | --------------------------------------- | ------ |
| C1        | Tony Estanguet · Francie (FRA)                            | 231,87 | Michal Martikán · Slovensko (SVK)                         | 233,76 | Juraj Minčík · Slovensko (SVK)          | 234,22 |
| C2        | Slovensko (SVK) · Pavol Hochschorner · Peter Hochschorner | 237,74 | Polsko (POL) · Krzysztof Kołomański · Michał Staniszewski | 243,81 | Česko (CZE) · Marek Jiras · Tomáš Máder | 249,45 |
| K1        | Thomas Schmidt · Německo (GER)                            | 217,25 | Paul Ratcliffe · Velká Británie (GBR)                     | 223,71 | Pierpaolo Ferrazzi · Itálie (ITA)       | 225,03 |

#### Ženy
| Kategorie | Zlato                             | Výkon  | Stříbro                            | Výkon  | Bronz                               | Výkon  |
| --------- | --------------------------------- | ------ | ---------------------------------- | ------ | ----------------------------------- | ------ |
| K1        | Štěpánka Hilgertová · Česko (CZE) | 247,04 | Brigitte Guibalová · Francie (FRA) | 251,88 | Anne-Lise Bardetová · Francie (FRA) | 254,77 |

### Rychlostní kanoistika

#### Muži
| Kategorie | Zlato                                                                            | Výkon    | Stříbro                                                            | Výkon    | Bronz                                                                                      | Výkon    |
| --------- | -------------------------------------------------------------------------------- | -------- | ------------------------------------------------------------------ | -------- | ------------------------------------------------------------------------------------------ | -------- |
| C1 500 m  | György Kolonics · Maďarsko (HUN)                                                 | 2:24,813 | Maxim Opalev · Rusko (RUS)                                         | 2:25,809 | Andreas Dittmer · Německo (GER)                                                            | 2:27,591 |
| C1 1000 m | Andreas Dittmer · Německo (GER)                                                  | 3:54,379 | Ledis Balceiro · Kuba (CUB)                                        | 3:56,071 | Stephen Giles · Kanada (CAN)                                                               | 3:56,437 |
| C2 500 m  | Maďarsko (HUN) · Ferenc Novák · Imre Pulai                                       | 1:51,284 | Polsko (POL) · Daniel Jędraszko · Paweł Baraszkiewicz              | 1:51,536 | Rumunsko (ROU) · Mitică Pricop · Florin Popescu                                            | 1:54,260 |
| C2 1000 m | Rumunsko (ROU) · Mitică Pricop · Florin Popescu                                  | 3:37,355 | Kuba (CUB) · Ibrahim Rojas · Leobaldo Pereira                      | 3:38,753 | Německo (GER) · Stefan Uteß · Lars Kober                                                   | 3:41,129 |
| K1 500 m  | Knut Holmann · Norsko (NOR)                                                      | 1:57,847 | Petar Merkov · Bulharsko (BUL)                                     | 1:58,393 | Michael Kolganov · Izrael (ISR)                                                            | 1:59,563 |
| K1 1000 m | Knut Holmann · Norsko (NOR)                                                      | 3:33,269 | Petar Merkov · Bulharsko (BUL)                                     | 3:34,649 | Tim Brabants · Velká Británie (GBR)                                                        | 3:35,057 |
| K2 500 m  | Maďarsko (HUN) · Zoltán Kammerer · Botond Storcz                                 | 1:47,055 | Austrálie (AUS) · Andrew Trim · Daniel Collins                     | 1:47,895 | Německo (GER) · Ronald Rauhe · Tim Wieskötter                                              | 1:48,771 |
| K2 1000 m | Itálie (ITA) · Antonio Rossi · Beniamino Bonomi                                  | 3:14,461 | Švédsko (SWE) · Markus Oscarsson · Henrik Nilsson                  | 3:16,075 | Maďarsko (HUN) · Krisztián Bártfai · Krisztián Veréb                                       | 3:16,357 |
| K4 1000 m | Maďarsko (HUN) · Ákos Vereckei · Gábor Horváth · Zoltán Kammerer · Botond Storcz | 2:55,188 | Německo (GER) · Jan Schäfer · Mark Zabel · Björn Bach · Stefan Ulm | 2:55,704 | Polsko (POL) · Grzegorz Kotowicz · Adam Seroczyński · Dariusz Białkowski · Marek Witkowski | 2:55,704 |

#### Ženy
| Kategorie | Zlato                                                                                     | Výkon    | Stříbro                                                                                   | Výkon    | Bronz                                                                                 | Výkon    |
| --------- | ----------------------------------------------------------------------------------------- | -------- | ----------------------------------------------------------------------------------------- | -------- | ------------------------------------------------------------------------------------- | -------- |
| K1 500 m  | Josefa Idemová · Itálie (ITA)                                                             | 2:13,848 | Caroline Brunetová · Kanada (CAN)                                                         | 2:14,646 | Katrin Borchertová · Austrálie (AUS)                                                  | 2:15,138 |
| K2 500 m  | Německo (GER) · Birgit Fischerová · Katrin Wagnerová                                      | 1:56,996 | Maďarsko (HUN) · Katalin Kovácsová · Szilvia Szabóová                                     | 1:58,580 | Polsko (POL) · Beata Sokołowská · Aneta Pastuszkaová                                  | 1:58,784 |
| K4 500 m  | Německo (GER) · Birgit Fischerová · Manuela Muckeová · Anett Schucková · Katrin Wagnerová | 1:34,532 | Maďarsko (HUN) · Rita Kőbánová · Katalin Kovácsová · Szilvia Szabóová · Erzsébet Viskiová | 1:34,946 | Rumunsko (ROU) · Raluca Ioniţăová · Mariana Limbăuová · Elena Raduová · Sanda Tomaová | 1:37,010 |

## Program
| Q | Kvalifikace | R | Rozjížďky | ½ | Semifinále | F | Finále |

| Závod ↓/Datum → | Ne 17. 9. | Po 18. 9. | Út 19. 9. | St 20. 9. |
| --------------- | --------- | --------- | --------- | --------- |
| C1 muži         | Q         | F         |           |           |
| C2 muži         |           |           | Q         | F         |
| K1 muži         |           |           | Q         | F         |
| K1 ženy         | Q         | F         |           |           |

| Závod ↓/Datum → | Út 26. 9. | St 27. 9. | Čt 28. 9. | Pá 29. 9. | So 30. 9. | Ne 1. 10. |
| --------------- | --------- | --------- | --------- | --------- | --------- | --------- |
| C1 500 m muži   |           | R         |           | ½         |           | F         |
| C1 1000 m muži  | R         |           | ½         |           | F         |           |
| C2 500 m muži   |           | R         |           | ½         |           | F         |
| C2 1000 m muži  | R         |           | ½         |           | F         |           |
| K1 500 m muži   |           | R         |           | ½         |           | F         |
| K1 1000 m muži  | R         |           | ½         |           | F         |           |
| K2 500 m muži   |           | R         |           | ½         |           | F         |
| K2 1000 m muži  | R         |           | ½         |           | F         |           |
| K4 1000 m muži  | R         |           | ½         |           | F         |           |
| K1 500 m ženy   |           | R         |           | ½         |           | F         |
| K2 500 m ženy   |           | R         |           | ½         |           | F         |
| K4 500 m ženy   | R         |           | ½         |           | F         |           |

## Česká výprava
Českou výpravu tvořilo 17 mužů a 2 ženy:
Vodní slalom
- Štěpánka Hilgertová – K1 (zlato)
- Tomáš Indruch – C1 (13. místo)
- Marek Jiras – C2 (bronz)
- Tomáš Kobes – K1 (7. místo)
- Tomáš Máder – C2 (bronz)
- Irena Pavelková – K1 (5. místo)
- Jiří Prskavec – K1 (13. místo)
- Ondřej Štěpánek – C2 (5. místo)
- Jaroslav Volf – C2 (5. místo)

Rychlostní kanoistika
- Jan Andrlík – K2 1000 m (semifinále)
- Jan Břečka – C2 500 m (semifinále), C2 1000 m (semifinále)
- Martin Doktor – C1 500 m (8. místo), C1 1000 m (8. místo)
- Pavel Holubář – K2 500 m (semifinále), K4 1000 m (semifinále)
- Pavel Hottmar – K1 500 m (semifinále), K4 1000 m (semifinále)
- Karel Leština – K4 1000 m (semifinále)
- Jiří Polívka – K4 1000 m (semifinále)
- Petr Procházka – C2 500 m (semifinále), C2 1000 m (semifinále)
- Jan Souček – K2 1000 m (semifinále)
- Radek Záruba – K1 1000 m (semifinále), K2 500 m (semifinále)